# Луна (Сату Маре)
Луна (рум. Luna) насеље је у Румунији у округу Сату Маре у општини Негрешти-Оаш. Oпштина се налази на надморској висини од 269 m.

## Становништво
Према подацима из 2002. године у насељу је живело 596 становника, од којих су сви румунске националности.